# Riedenberg
Riedenberg är en kommun och ort i Landkreis Bad Kissingen i Regierungsbezirk Unterfranken i förbundslandet Bayern i Tyskland.
Kommunen ingår i kommunalförbundet Bad Brückenau tillsammans med köpingarna Geroda och Schondra och kommunen Oberleichtersbach.